# Список серий аниме School Days
Аниме School Days, основанное на одноимённом визуальном романе, было создано компанией TNK. Оригинальный сериал состоял из 12-ти серий, в дополнение к которым было создано две OVA-серии. Главным героем является ученик Макото Ито, в которого одновременно влюбляются несколько девушек.
Премьера сериала состоялась 3 июля 2007 года на канале TV Kanagawa. Завершился сериал 26 сентября на AT-X. Телевещание велось и по другим каналам: Chiba TV, TV Aichi, TV Osaka и TV Saitama. 17 сентября 2007 года, за день до премьеры последней серии, в Киото произошёл инцидент, в результате которого показ был временно прекращён. На следующей неделе компания AT-X сообщила, что показ состоится 27 сентября и 1 октября.
В сериале присутствует в общей сложности 11 музыкальных композиций: две открывающие темы и девять закрывающих. Компанией Lantis было выпущено три альбома: «Innocent Blue», «School Days Ending Theme+» и «School Days TV Original Sound Track». С 26 сентября 2007 года по 27 февраля 2008 года сериал выпускался на 6-ти DVD-дисках, каждый из которых содержал по две серии. Первая OVA-серия «Valentine Days» поставлялась вместе с копией игры School Days L×H. Вторая, «Magical Heart Kokoro-chan», вышла 6 марта 2008 года.

## Список серий аниме
| 1 | Признание «告白 («мальчики и девочки», признание)»                         | 3 июля 2007 года      |
| Ито Макото — обычный школьник, который учится в первом классе старшей школы, популярен среди девушек. Он влюбляется в Кацуру Котоноху, девушку, с которой ездит в метро, но стесняется даже подойти. К счастью, рядом появляется его одноклассница — Сэкай, которая помогает ему в этом непростом деле - сближению с его любовью. Благодаря ей, он становится другом Котонохи и даже решается пригласить её на свидание. Он обещает сделать все для Сэкай, чтобы поблагодарить за все, а она целует его в губы, говоря, что этого будет вполне достаточно, желает успехов на свидании и убегает. В последней сцене показывается, что Сэкай плачет. |                                                                            |                       |
| 2 | Совместные выходные. «ニ人の距離 («разделяющие их расстояние», дистанция)» | 10 июля 2007 года     |
| На свидании Макото и Котоноха блуждают по городу. На прощание парень пытается поцеловать Кацуру, но ему мешают двери метро. Позже Сэкай кричит на Макото за то, что он забывал на свидании о Котонохе, даёт ему два билета в кино и советует попробовать поцеловать девушку там. Но это опять заканчивается неудачей, и их отношения оказываются на грани краха. К счастью, после разговора Сэкай с Котонохой, последняя решает лучше понять Макото и сама целует его в конце серии. В последней сцене показано, как Сэкай наблюдает за ними из тени. |                                                                            |                       |
| 3 | Проходящие чувства «ファーストキス («первый шаг», первый поцелуй)»         | 17 июля 2007 года     |
| Котоноха рассказывает Макото, что её младшая сестра Кокоро хочет увидеть его, и Ито с радостью принимает приглашение. Пока они едут домой, Хикари, одноклассница Макото и Сэкай, замечает их, и пишет ей сообщения о том, что её парень замечен с другой. Сэкай объясняет, что Макото не её парень. В воскресенье, после визита Ито к Котонохе, парень рассказывает по телефону Сэкай, что уже устал быть с Кацурой. |                                                                            |                       |
| 4 | Невинность «もうひとつのおまじない («желание и боль», другие чары)»        | 24 июля 2007 года     |
| Пока Котоноха делает домашнее задание, Кокоро спрашивает её, целовалась ли она с Макото, но она уходит от ответа. В школе на крыше Макото целуется с Котонохой и вдруг касается её груди, что вызывает негативную реакцию девушки. Позже она рассказывает об этом Сэкай, и та говорит Макото, что он слишком торопит события. Она обещает научить его понимать девичьи чувства, но заканчивается это всё сексом Сэкай и Макото. После этого он спрашивает одноклассницу, когда ему ждать следующей практики, и Сэкай отвечает, что теперь время заниматься этим с Котонохой. По дороге домой Макото встречается с Кацурой, извиняется, и та приглашает его в бассейн. В последней сцене показано грустное лицо Сэкай, созерцающей их издалека. |                                                                            |                       |
| 5 | Волнение «そして始まる物語 («решение», начало истории)»                    | 31 июля 2007 года     |
| Макото, Котоноха, Сэкай, а также Хикари, Сэцуна и Тайсукэ (одноклассники Сэкай и Макото) идут в аквапарк. Макото учит Котоноху плавать, пока Сэкай купается сама. Позже Кацура при всех говорит, что Макото — её парень, а тот окончательно определился, что он хочет быть с Сэкай. После того, как они разошлись по домам, Макото пишет ей сообщения, в которых говорит о том, что хочет быть с ней и просит её выйти. Сэкай выходит и тихо ругает Макото за всё: за то, что выбрал Котоноху сначала, за то, что он такой плохой, и т. п.. Ито признается ей в любви, и они занимаются сексом у неё дома. |                                                                            |                       |
| 6 | Разоблачение «右手と左手 («правая и левая рука», дисбаланс)»               | 7 августа 2007 года   |
| Макото и Сэкай встречаются за спиной у Котонохи. Сэцуна беспокоится за подругу, замечает, что та несчастлива с Макото. Она спрашивает, расстались ли Ито и Котоноха, и Сэкай говорит, что да. Отомэ планирует признаться Макото в своих чувствах, и, услышав об этом, Котоноха говорит, что Ито — её парень. Отомэ спрашивает у Нанами через сообщение, и та подтверждает слова Кацуры. После окончания заседания учебного совета Котоноха бежит на крышу, чтобы встретиться с Макото, и застает его именно в тот момент, когда он и Сэкай признаются друг другу в любви. |                                                                            |                       |
| 7 | Накануне фестиваля «ぬくもり («жар», знак)»                                | 14 августа 2007 года  |
| Котоноха не хочет верить, что Макото изменяет ей. Отомэ с подружками готовит «тайную комнату» к школьному фестивалю. Сэцуна, не зная, что Котоноха и Макото официально не разошлись, всем говорит об их расставании, даже заносит номер Кацуры в чёрный список в телефоне Ито. Танака приглашает Котоноху на танцы, но она говорит, что до сих пор встречается с Макото и выбегает из комнаты, натыкаясь на Ито. Она пытается заговорить с ним, но Нанами не пускает её и прогоняет. Макото промолчал, а Котоноха в слезах убегает прочь. Пораженный этой сценой Ито удаляет номер Кацуры из чёрного списка. В этот же вечер Котоноха приходит к Макото и приглашает его на традиционные танцы по окончании фестиваля, и тот соглашается, но не пускает девушку в дом. Кацура замечает обувь Сэкай и уходит. Та, сидя у Макото, слышит всё, собирается и также покидает дом парня. На улице она встречает Котоноху, которая дает ей пощечину. |                                                                            |                       |
| 8 | Школьный фестиваль «ニ人の想い («мысли о двоих», колеблющийся разум)»      | 21 августа 2007 года  |
| Сэкай не идёт в школу на следующий день. Макото идет к ней в гости и говорит, что она зря беспокоится, и всё нормально. Позже Ито встречает Котоноху в метро, и та спрашивает, хочет ли он коснуться её груди. Она обещает, что позволит ему больше, если он станцует с ней после фестиваля. Вечером первого дня праздника Сэцуна просит Макото быть с Сэкай и рассказывает о том, что переезжает во Францию. Позже, когда обессиленный Ито рухнул в школе и заснул, Сэцуна целует его, что замечает Котоноха, пришедшая в этот момент к Макото. |                                                                            |                       |
| 9 | После фестиваля «仮面 («маска», невинность)»                               | 28 августа 2007 года  |
| Котоноха встречает Сэцуну в момент, когда она целует Макото, и угрожает рассказать все Сэкай. На следующий день на школьной кухне Макото уговаривает Сэкай «отдохнуть» с ним, но та не соглашается, и, в конечном счёте, бьёт парня в пах. Между тем Котоноха пытается дозвониться до Ито, но тот не замечает вызовов. Когда он наконец берет телефон, то видит 20 пропущенных звонков от Кацуры, которая сидит целый день перед входом в «тайную комнату», куда заходят пары во время фестиваля. Он бежит к Котонохе, но его останавливает Отомэ, которая пытается пригласить его на традиционный фестивальный танец, но разговор прерывает Сэкай. На кухне Сайондзи спрашивает, станцует ли Макото с ней, и тот соглашается. Отомэ, говоря с Тайсукэ, советует тому не сдаваться из-за отказа Кацуры. Они обсуждают статус отношений Макото и Котонохи, после чего каждый из них решается подойти к ним (Отомэ — к Ито, Тайсукэ — к Кацуре). Пока Котоноха была на заседании учебного совета, Макото и Отомэ посещают «тайную комнату», где занимаются сексом. Нацуми и Минами опять издеваются над Кацурой на тему того, что Ито не пришёл к ней, и она направляется к классу Макото, где встречает Тайсукэ, который говорит, что Ито предал Котоноху и пошел на танцы с Сэкай. Макото танцует с Сайондзи как раз в тот момент, когда Тайсукэ раздевает Котоноху, пользуясь её эмоциональным шоком. |                                                                            |                       |
| 10 | Разум и тело «フタリとヒトリ («парочка и одиночка», падение)»              | 4 сентября 2007 года  |
| После секса с Тайсукэ Котоноха идет на танцплощадку, где созерцает, как Макото и Сэкай танцуют и целуются, после чего начинает плакать. На следующий день Кацура встречает Ито в метро, но не говорит ему ничего про вчерашнее. Парень извиняется за то, что не пришел вчера, а Котоноха с радостью принимает извинения. Тайсукэ приглашает Кацуру провести вместе Рождество, но она просит его забыть об их совместном вечере и напоминает, что она — девушка Макото-куна. Позже Котоноха выносит мусор после фестиваля и сталкивается с Макото и Сэцуной. Киёра заставляет Ито порвать с Кацурой, утверждая, что они с Макото вместе, и, в доказательство, целует его ещё раз. Ито говорит, что больше не любит Котоноху, и она начинает плакать. Макото вырывает свою руку из рук Сэцуны и быстро уходит. Когда Ито не было слишком долго, Сэкай и Киёра начинают искать его, и последняя находит его в кладовке, где он занимается сексом с Отомэ. Вечером Сэцуна приходит к Макото домой и просит его вернуться к Сэкай, мотивируя это тем, что она сама переезжает во Францию, а её подруга остаётся одна. Макото захватывает её в объятия, потому что знает о чувствах Киёры к нему, Сэцуна сначала вырывается, но потом говорит, что позволит ему всё, при условии, что он обещает остаться с Сэкай и порвать с Отомэ. На вечеринке женского баскетбольного клуба девушки показывают видео, снятое скрытой камерой в «тайной комнате» во время фестиваля. Оттуда Сэкай узнает, что Отомэ имела секс с Макото. Она бежит к Ито, но встречает Котоноху, которая уже выглядит ненормальной. Кацура говорит, что Ито сейчас должен быть с Сэцуной. Сэкай замечает, что глаза Котонохи совсем «неживые». После финальных титров есть дополнительная сцена в аэропорту, где Макото пытается найти Сэцуну, но она его игнорирует и вспоминает первый день второго семестра, когда ей выпадает место рядом с Макото, но Сэкай уговаривает её поменяться местами. С чувством грусти и сожаления Киёра говорит последнее слово «Прощай». |                                                                            |                       |
| 11 | На все руки Макото «歪む想い («смешные мысли», период)»                    | 11 сентября 2007 года |
| Сэкай не появляется в школе несколько дней, находясь в депрессии из-за отлета Сэцуны и измены Ито с Отомэ. Хикари несколько раз пытается уговорить Макото навестить подругу, но это всегда заканчивается сексом. Котоноха до сих пор не выходит из эмоционального шока и постоянно звонит Ито, несмотря не только на то, что она в черном списке, но и на то, что её телефон выключен. Нацуми, Кумэ и Минами решают узнать, «что же такого находят в том Макото», и занимаются с ним групповым сексом у него дома. Просматривая старые сообщения, Сэкай внезапно становится плохо, и она бежит в ванную. Решая, что она беременна, девушка идет в школу и рассказывает обо всем Макото. Парень отказывается признавать отцовство, отчего Сэкай кричит на весь класс, что это — его ребёнок. После этого все девочки школы начинают игнорировать Макото, а Сэкай греет мысль, что она носит ребенка Ито. Отомэ приходит в гости к Макото и говорит ему, что он изменился в худшую сторону. В конце серии Ито гуляет у рождественской ёлки, пытаясь дозвониться хоть до одной девушки, но они все или заблокировали его, или сбрасывают вызов. Дойдя до номера Котонохи, он просматривает её фото. Именно в этот момент его замечает Кацура, которая давно здесь стоит. Она обещает ему, что будет для него лучшей девушкой, чем доводит Макото до слёз. Он извиняется, понимая всю боль, что нанес ей, обнимает её, а глаза Кацуры снова загораются жизнью, и она улыбается. |                                                                            |                       |
| 12 | Школьный день «ふたりのセ力イ («мир на двоих», конец мира)»                | 27 сентября 2007 года |
| Пока Макото ужинал с Котонохой в ресторане, ему позвонила Сэкай, сказав, что ждет его дома. После недолгого разговора Ито разозлился из-за того, что Сэкай забеременела и «корчит из себя идеальную жену», и бросил трубку. Сайондзи пишет ему сообщение с извинениями и говорит, что уходит домой. На остановке, она замечает Макото и Котоноху в одном из поездов, из-за чего решает вернуться назад. Дома Макото находит остатки праздничного ужина на полу и начинает убираться. В этот момент приходит Сэкай и начинает ругаться из-за того, что у Ито в гостях Котоноха. После ссоры с Сайондзи, Макото целует Кацуру на глазах у Сэкай, отчего та впадает в агонию и с криком бежит прочь. Дома она получает сообщение от Ито, в котором он говорит о том, что Котоноха может посоветовать хорошую больницу для аборта. Переполненная эмоциями, Сэкай приезжает к Макото на следующий день и убивает его кухонным ножом. В тот же вечер Котоноха приходит к Ито и находит его труп. Дома Сэкай получает сообщение с номера Макото о встрече с «ним» прямо сейчас на школьной крыше. Она берёт с собой нож, которым убила парня и приходит на крышу, где встречает Котоноху, утверждающую, что Сэкай наврала о беременности. Потом она говорит, что если Сайондзи есть что сказать Макото, то он сейчас с ней. Сэкай подходит к сумке Котонохи и находит там голову Ито. В этот момент Кацура достаёт окровавленный тесак и вскрывает живот Сэкай, после чего делает вывод, что та не была беременной. В следующей сцене Котоноха плывет на яхте и, держа голову Макото в объятиях, улыбается и говорит, что они наконец-то вместе. Проходит время, и школа возвращается к нормальному ритму жизни. |                                                                            |                       |

## Список серий OVA
| 01 | День святого Валентина (バレンタインデイズ)                | 17 января 2008 |
| Котоноха и Кокоро приглашают Сэкай, Сэцуну, Хикари, Отомэ и Нанами в онсэн, чтобы расслабиться. Следующим вечером девушки обсуждают наступающий День святого Валентина, Сэкай и Котоноха ночью начинают готовить шоколад. Отомэ удаётся вытащить Макото из дома. За ними следуют Сайондзи и Кацура, а позже к ним присоединяются Ёко (мать Сэкай) и Кокоро. Загнанный в угол на крыше школы, Макото съедает весь приготовленный девушками шоколад, и его рот взрывается. Добравшись до классной комнаты, Ито встречает Киёру, которая даёт ему конфету. Затем он узнаёт, что на самом деле это приготовил Тайсукэ, который, находясь в классе в настоящий момент, примеряет губную помаду. |                                                            |                |
| 02 | Магическое Сердце Кокоро-тян (マジカルハート☆こころちゃん) | 6 марта 2008   |
| Направляясь на поезде в школу, Макото видит летающую тарелку. На следующий день Котоноха посещает ресторан «Редис», где Кокоро, Сэкай, Хикари и Нанами работают официантками. Все они получают странный телефонный звонок и оказываются подземном заводе, где узнают, что таинственный газ превращает людей в зомби. Превратившись в супергероинь, девушки сталкиваются с Доктором С (Сэцуной) и её ассистентом Танакой. Попытка выветрить газ из города оборачивается неприятными последствиями. Появившаяся из ниоткуда маленькая девочка (Кокоро) заклинанием превращает зомби обратно в людей. Она именует себя Магическим Сердцем. Доктор С раздувает Танаку до гигантских размеров, и тот начинает сеять хаос в городе. Макото ловит Магическое Сердце, а затем оказывается спасённым другой героиней — Магическим Словом (Котонохой). Две героини объединяют свои силы, создав огромного робота, который уничтожает противника бензопилой. На следующий день компания встречается в кафе, где Макото отмечает сходство между Кокоро и Магическим Сердцем. |                                                            |                |